# Naveces
Naveces ist eines von acht Parroquias in der Gemeinde Castrillón der autonomen Gemeinschaft Asturien in Spanien.
 Die 570 Einwohner (2011) leben in 30 Dörfern, die über die A-8, „Autovía/Autopista del Cantábrico“ vorbei am Flughafen Asturias optimal zu erreichen sind.

## Sehenswertes
- Kapelle San Adriano
- Palacio de Prada
- Kirche San Román von 1767

## Dörfer und Weiler im Parroquia
- La Llada – 146 Einwohner 2011 43° 34′ 29″ N, 5° 59′ 59″ W
- San Adriano – 128 Einwohner 2011 43° 33′ 38″ N, 6° 0′ 13″ W
- Canalon – 6 Einwohner 2011
- Las Cepas – 11 Einwohner 2011 43° 33′ 31″ N, 6° 0′ 30″ W
- Fontaniella – unbewohnt 2011
- Fontolaya – 18 Einwohner 2011
- Las Martiniegas – 6 Einwohner 2011
- Quintana – 19 Einwohner 2011 43° 33′ 39″ N, 6° 0′ 31″ W
- San Adriano – 68 Einwohner 2011
- La Siega – 19 Einwohner 2011
- Vallina – unbewohnt 2011
- Naveces – 277 Einwohner 2011 43° 33′ 54″ N, 6° 0′ 46″ W
- Arrojo – 5 Einwohner 2011
- El Bolao – 8 Einwohner 2011
- La Cabornia – 16 Einwohner 2011 43° 33′ 43″ N, 6° 0′ 55″ W
- El Calamom – 24 Einwohner 2011
- Los Carbayos – 27 Einwohner 2011
- El Cenizal – 8 Einwohner 2011
- El Censo – 17 Einwohner 2011
- Linares – 32 Einwohner 2011 43° 34′ 25″ N, 6° 0′ 24″ W
- Las Llascaras – 15 Einwohner 2011
- Las Lunas – 6 Einwohner 2011 43° 34′ 13″ N, 6° 0′ 7″ W
- Naveces – 23 Einwohner 2011 43° 34′ 0″ N, 5° 59′ 57″ W
- El Otero – unbewohnt 2011
- Palanicas – 5 Einwohner 2011
- La Parra – 54 Einwohner 2011 43° 33′ 56″ N, 6° 0′ 14″ W
- Pumeo – 15 Einwohner 2011
- El Truebano – 12 Einwohner 2011 43° 33′ 55″ N, 6° 0′ 38″ W
- La Xiran – 10 Einwohner 2011 43° 33′ 24″ N, 6° 1′ 2″ W
- La Almoria – unbewohnt 2011